# Plagiochila indica
Plagiochila indica là một loài rêu trong họ Plagiochilaceae. Loài này được Mitt. ex Stephani mô tả khoa học đầu tiên năm 1903.
Danh pháp khoa học của loài này chưa được làm sáng tỏ. 